# رشته‌کوه سیلیاپ
رشته‌کوه سیلیاپ (روسی: Силяпский хребет) یک رشته‌کوه در استان یاقوتستان کشور روسیه است.